# Anne Marie Hoogland
Anne Marie Hoogland (Zaandam, 1967) is een Nederlands politica voor de Partij van de Arbeid. Zij was van 2000 tot 2006 voorzitter van het Amsterdamse stadsdeel Westerpark.

## Carrière
Hoogland studeerde, na een jaar verblijf in Parijs, Franse taal en letterkunde en culturele studies aan de Universiteit van Amsterdam. Ze studeerde verder aan de Butler Universiteit in Indianapolis. In 1988 werd ze bestuurslid van de Jonge Socialisten, de jongerenorganisatie van de PvdA.
In 1992 werd ze lid van de PvdA. Later werd ze voorzitter van de PvdA-afdeling Amsterdam Centrum. Na de gemeenteraadsverkiezingen van 1994 werd ze gemeenteraadslid, verantwoordelijk voor ouderen- en gehandicaptenbeleid, emancipatie, jeugd- en jongerenbeleid en drugsbeleid. In 1997 werd ze staflid bij de Evert Vermeer Stichting.
Vanaf september 2000 was ze voorzitter van het stadsdeel Amsterdam Westerpark. Ze volgde tussentijds haar partijgenoot Maarten Voster op. In maart 2002 was ze bij de deelraadsverkiezingen lijsttrekker voor haar partij. De PvdA werd met vijf zetels de grootste partij en Hoogland kon daardoor haar functie als stadsdeelvoorzitter voortzetten.
Hoogland kwam als stadsdeelvoorzitter onder vuur te liggen toen een evaluatiecommissie van de gemeente Amsterdam in 2001 kritisch oordeelde over de rol van het stadsdeel in de afhandeling van een zedenzaak waarbij een 13-jarig meisje was bedreigd en misbruikt door een groep van voornamelijk Marokkaanse tieners. Zij moest haar voorganger publiekelijk verdedigen, die destijds had besloten om de pers niet over deze zaak in te lichten. In de nasleep van de affaire was er een uitgebreid programma gericht op de daders, maar werd het slachtoffer, dat kampte met trauma's en psychische problemen, aan haar lot overgelaten. De media werd volgens Hoogland niet geïnformeerd, om maatschappelijke onrust te beperken en een volksgericht tegen de daders te voorkomen. Omdat bedreigingen en intimidatie aanhielden, moest het gezin van het slachtoffer in 2001 noodgedwongen verhuizen.
In oktober 2005 was ze een van de kandidaten voor het landelijk voorzitterschap van de PvdA. In een intern referendum dat de opvolging van scheidend voorzitter Ruud Koole regelde, moest ze het afleggen tegen Michiel van Hulten.

## Privé
Hoogland woont in Amsterdam met haar man en drie kinderen.